# Yvonne Schuring

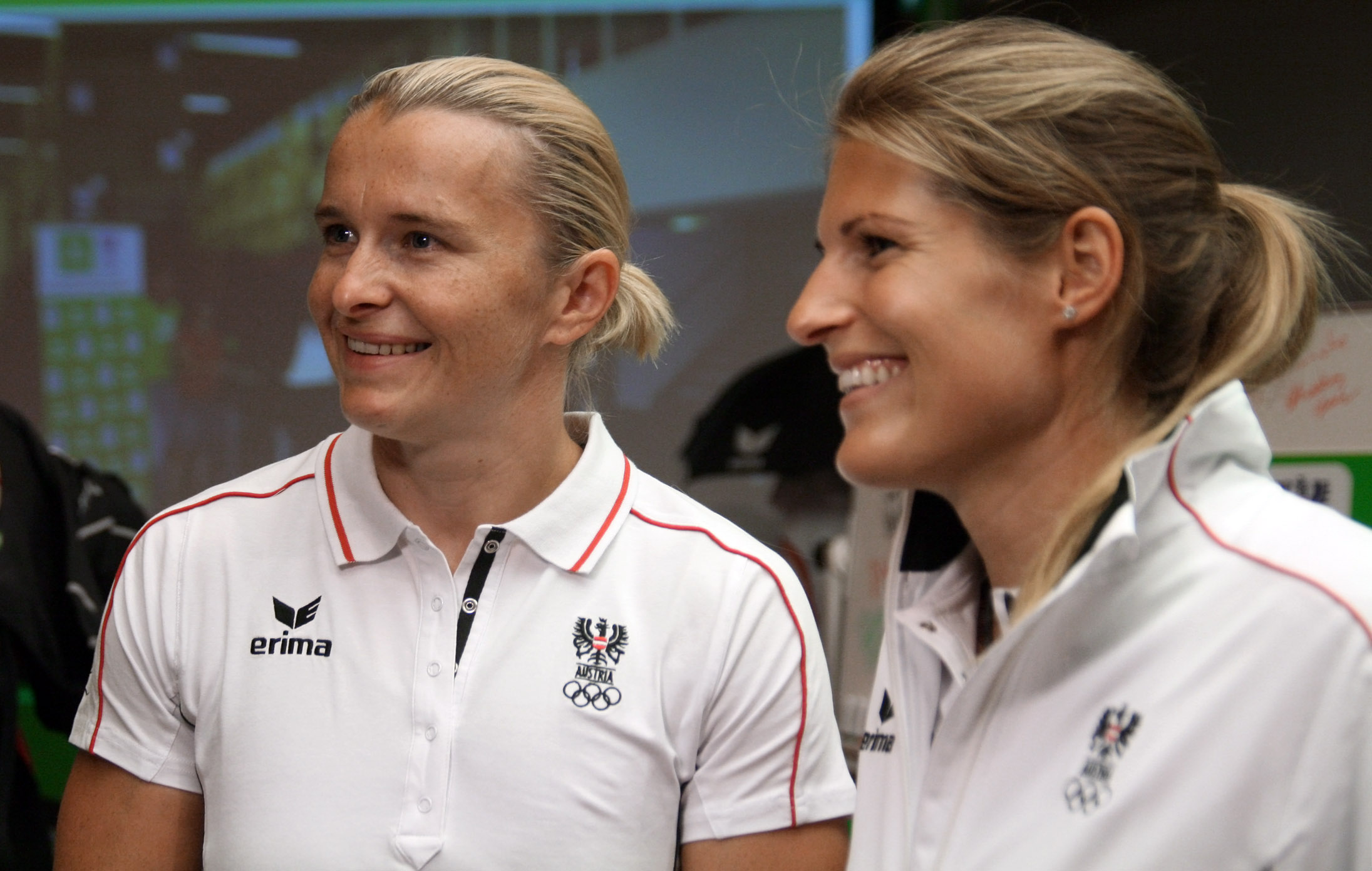
Yvonne Schuring (l.) mit Viktoria Schwarz (2012)

Yvonne Schuring (* 4. Januar 1978 in Wolfen) ist eine österreichische Kanutin deutscher Herkunft.
Gemeinsam mit Viktoria Schwarz belegte sie bei den Kanurennsport-Weltmeisterschaften 2010 in der Klasse K-2 über 500 m den dritten Platz. Bei den Weltmeisterschaften 2011 in Szeged wurden Schuring und Schwarz Weltmeister. Nach den Olympischen Sommerspielen 2008 in Peking, wo sie im Kanu-Bewerb Neunte wurden, nahmen sie als Teil der österreichischen Delegation auch an den Kanu-Rennen der Olympischen Sommerspiele 2012 in London teil und erreichten den fünften Platz.
Bei den Olympischen Sommerspielen 2016 nahm sie gemeinsam mit Ana Roxana Lehaci in der Disziplin Zweier-Kajak 500 m teil, wo die beiden den 11. Platz belegten. Nach fünf Jahren als Vizepräsidentin der Sportunion Österreich übergab sie im Jahr 2023 ihr Amt an Beate Taylor.